# Trnski Odorovci
Trnski Odorovci (izvirno srbsko Трнски Одоровци) je naselje v Srbiji, ki upravno spada pod Občino Dimitrovgrad; slednja pa je del Pirotskega upravnega okraja.

## Demografija
V naselju živi 162 polnoletnih prebivalcev, pri čemer je njihova povprečna starost 55,5 let (51,3 pri moških in 59,1 pri ženskah). Naselje ima 94 gospodinjstev, pri čemer je povprečno število članov na gospodinjstvo 1,95.
Prebivalstvo je večinoma nehomogeno, a v času zadnjih treh popisov je opazno zmanjšanje števila prebivalcev.
|  |

| Demografija | Demografija     | Demografija     |
| Leto        | Št. prebivalcev | Št. prebivalcev |
| ----------- | --------------- | --------------- |
|             |                 |                 |
|             |                 |                 |
|             |                 |                 |
|             |                 |                 |
| 1948        | 1292            |                 |
| 1953        | 1279            |                 |
| 1961        | 949             |                 |
| 1971        | 731             |                 |
| 1981        | 447             |                 |
| 1991        | 277             | 275             |
| 2002        | 184             | 183             |
|             |                 |                 |

| Etnična sestava po popisu iz leta 2002 | Etnična sestava po popisu iz leta 2002 | Etnična sestava po popisu iz leta 2002 | Etnična sestava po popisu iz leta 2002 | Etnična sestava po popisu iz leta 2002 |
| -------------------------------------- | -------------------------------------- | -------------------------------------- | -------------------------------------- | -------------------------------------- |
| Bolgari                                | Bolgari                                |                                        | 101                                    | 55,19%                                 |
| Srbi                                   | Srbi                                   |                                        | 51                                     | 27,86%                                 |
| Jugoslovani                            | Jugoslovani                            |                                        | 7                                      | 3,82%                                  |
| Neznano                                | Neznano                                |                                        | 0                                      | 0,0%                                   |